# Bolborhinum nasutum
Bolborhinum nasutum is een keversoort uit de familie cognackevers (Bolboceratidae). De wetenschappelijke naam van de soort werd in 1861 gepubliceerd door Léon Marc Herminie Fairmaire.